# Василево (деревня, Дмитровский городской округ)
Василево — деревня в Дмитровском районе Московской области, в составе сельского поселения Якотское. До 2006 года Василево входило в состав Слободищевского сельского округа.

## Расположение
Деревня расположена в северо-восточной части района, недалеко от границы с Сергиево-Посадским, примерно в 20 км к северо-востоку от Дмитрова, на водоразделе рек Вели и Якоти, высота центра над уровнем моря 202 м. Ближайшие населённые пункты — Никитино на юго-востоке и Кикино на северо-востоке.

## Население
| 2002 | 2006 | 2010 |
| ---- | ---- | ---- |
| 14   | ↘8   | ↗22  |